# Hans Hahn

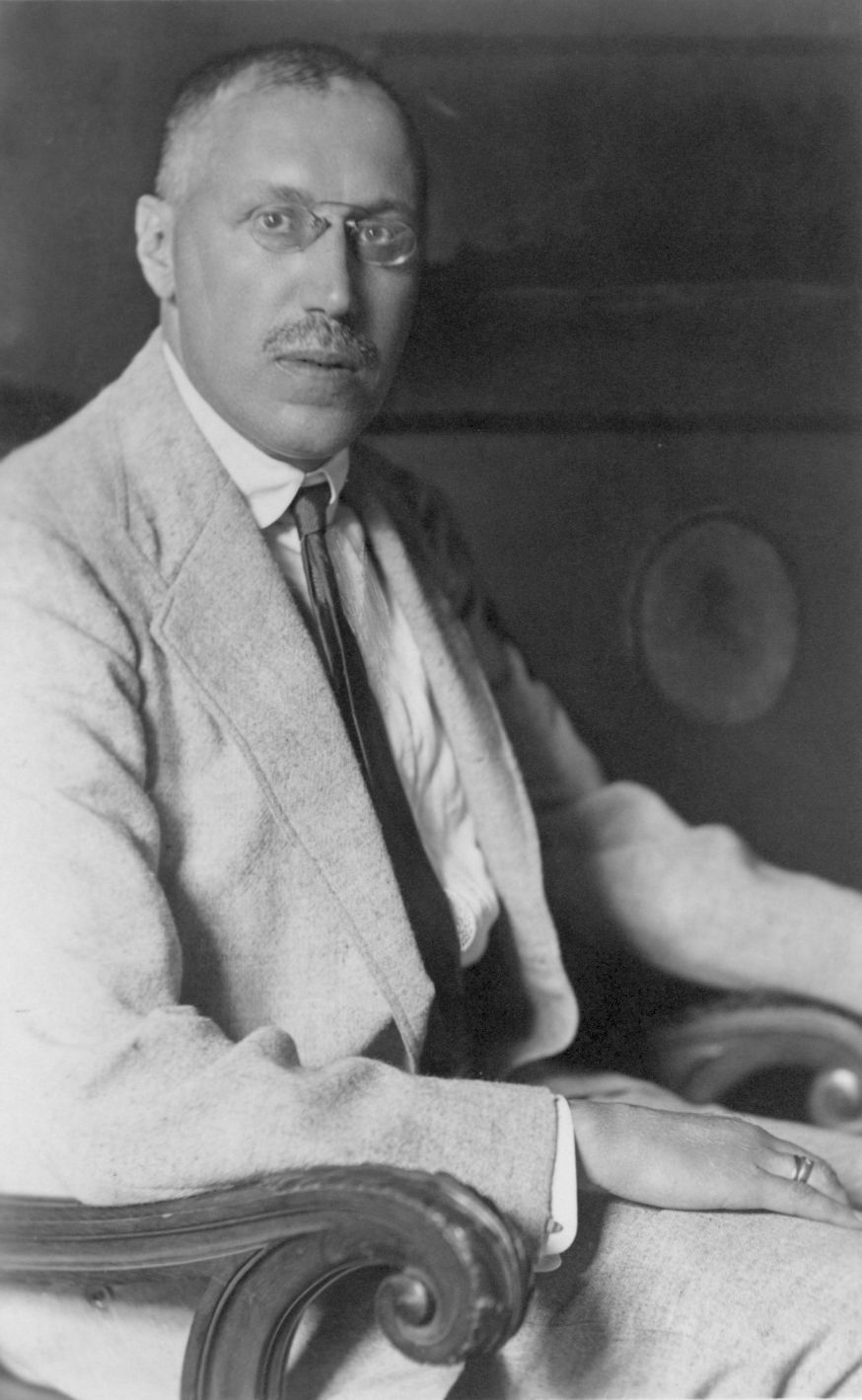
Hans Hahn (um 1905)

Hans Hahn (* 27. September 1879 in Wien; † 24. Juli 1934 in Wien) war ein österreichischer Mathematiker und Philosoph, der vor allem für den Satz von Hahn-Banach bekannt ist.

## Familie
Hans Hahn war ein Sohn von Ludwig Benedikt Hahn (1844–1925), k.k. Hofrat, Herausgeber der Zeitschrift „Politischen Correspondenz“ sowie Vorsteher des k.k. Telegraphen-Korrespondenz-Bureaus (1889–1901), und dessen Ehefrau Emma (1850–1940), geb. Blümel. Zu Hahns Geschwistern gehörten außerdem die Mathematikerin und Philosophin Olga Hahn-Neurath und die Malerin und Grafikerin Louise Fraenkel-Hahn.
Hans Hahn heiratete 1909 die Kunstgewerblerin Eleonore (Lilly) Minor (* 1885), Tochter des Germanisten Jakob Minor und der Frauenrechtlerin Margarethe Minor (1860–1927). Die Schauspielerin Nora Minor war seine Tochter.

## Leben
Hahn begann seine akademische Laufbahn 1898 mit der Aufnahme eines Studiums der Rechtswissenschaften an der Universität Wien. Er wandte sich nach einem Jahr der Mathematik zu und studierte in Straßburg und München. 1901 kehrte Hahn nach Wien zurück, wo er 1902 seine Promotion zum Thema Zur Theorie der zweiten Variation einfacher Integrale abschloss und so zum Dr. phil. ernannt wurde. Während seiner Zeit an der Technischen Hochschule in Wien freundete er sich mit Paul Ehrenfest, Heinrich Tietze und Gustav Herglotz an. Mit der Arbeit „Bemerkungen zur Variationsrechnung“ habilitierte er sich 1905 an der Universität Wien. Er lehrte in Czernowitz, Bonn und ab 1921 als ordentlicher Universitätsprofessor an der Universität Wien. Ebenfalls im Jahr 1921 wurde er zum Mitglied der Leopoldina gewählt. Sein berühmtester Schüler war Kurt Gödel, der seine Doktorarbeit 1929 abschloss.
Hahn war auch philosophisch sehr interessiert und  aktives Mitglied des Wiener Kreises. Hahn engagierte sich als Obmann der Vereinigung sozialistischer Hochschullehrer hochschulpolitisch und als Mitglied des Wiener Stadtschulrats kommunalpolitisch. Er protestierte gegen die Diskriminierungen jüdischer Studenten und Professoren und war das Ziel einer antisemitischen Diffamierungskampagne der Deutschösterreichischen Tages-Zeitung im Jahr 1924. Hahn forderte uneingeschränkte Lehr- und Lernfreiheit, unentgeltlichen Unterricht und ein ausschließlich auf wissenschaftlicher Leistung beruhendes Habilitationsverfahren.
1934 starb er mit nur 54 Jahren an den Folgen einer Operation.
1921 erhielt er den Richard-Lieben-Preis. 1926 war er Präsident der Deutschen Mathematiker-Vereinigung.

## Leistungen
Der Name Hans Hahn ist vor allem durch den Satz von Hahn-Banach bekannt. Darüber hinaus hat Hahn noch andere wichtige Beiträge zur Funktionalanalysis, zur Maßtheorie (Hahnscher Zerlegungssatz, Satz von Vitali-Hahn-Saks), zur harmonischen Analyse und zur allgemeinen Topologie geleistet.
Der größte Teil von Hahns Veröffentlichungen sind die eben erwähnten Schriften mathematischen Inhalts. Texte mit philosophischem Inhalt publizierte Hans Hahn erst ab Anfang der 1930er-Jahre. Diese behandeln wissenschaftstheoretische Überlegungen für die Naturwissenschaften.

## Doktoranden und Doktorandinnen
Hierzu gehören:
- Marie Torhorst 1918
- Karl Menger 1924
- Kurt Gödel 1929/1930

## Schriften
- Logik, Mathematik und Naturerkennen. In: Hubert Schleichert (Hrsg.): Logischer Empirismus – Der Wiener Kreis, München (1975).
- Überflüssige Wesenheiten (Occams Rasiermesser). ebd.
- Wissenschaftliche Weltauffassung – Der Wiener Kreis. (zusammen mit Rudolf Carnap und Otto Neurath) ebd.
- Empirismus, Logik, Mathematik. Mit einer Einleitung von Karl Menger. Herausgegeben von Brian McGuiness. Frankfurt (1988).
- Über lineare Gleichungssysteme in linearen Räumen. In: Journal für die reine und angewandte Mathematik 157 (1927), S. 214–229. (Urfassung des Satzes von Hahn-Banach)
- Reelle Funktionen. Akademische Verlagsgesellschaft Leipzig (1932)